# Herb St Albans

Herb wielki St Albans

Herb mniejszy St Albans

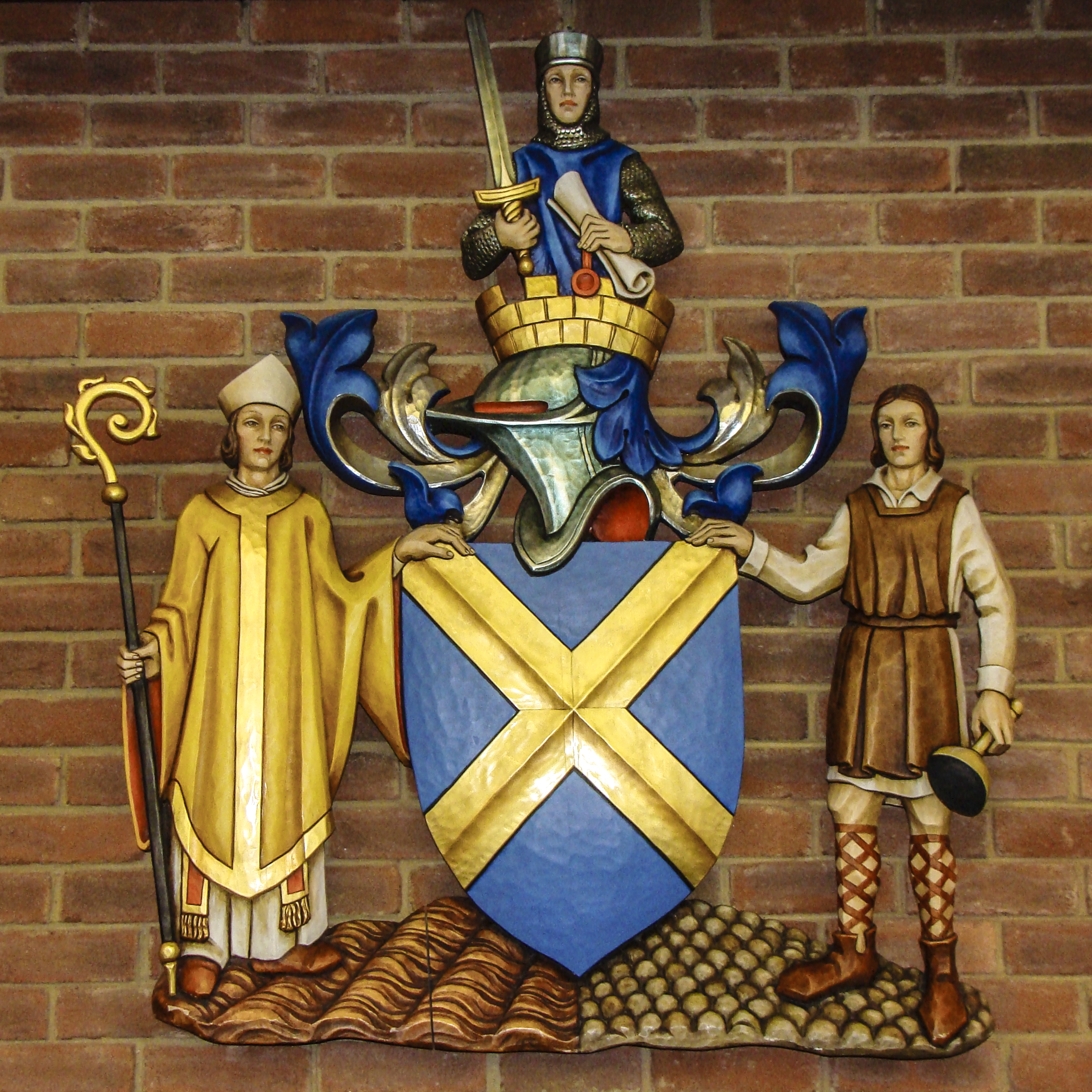
Herb wielki St Albans w sali obrad Rady Miasta i Dystryktu

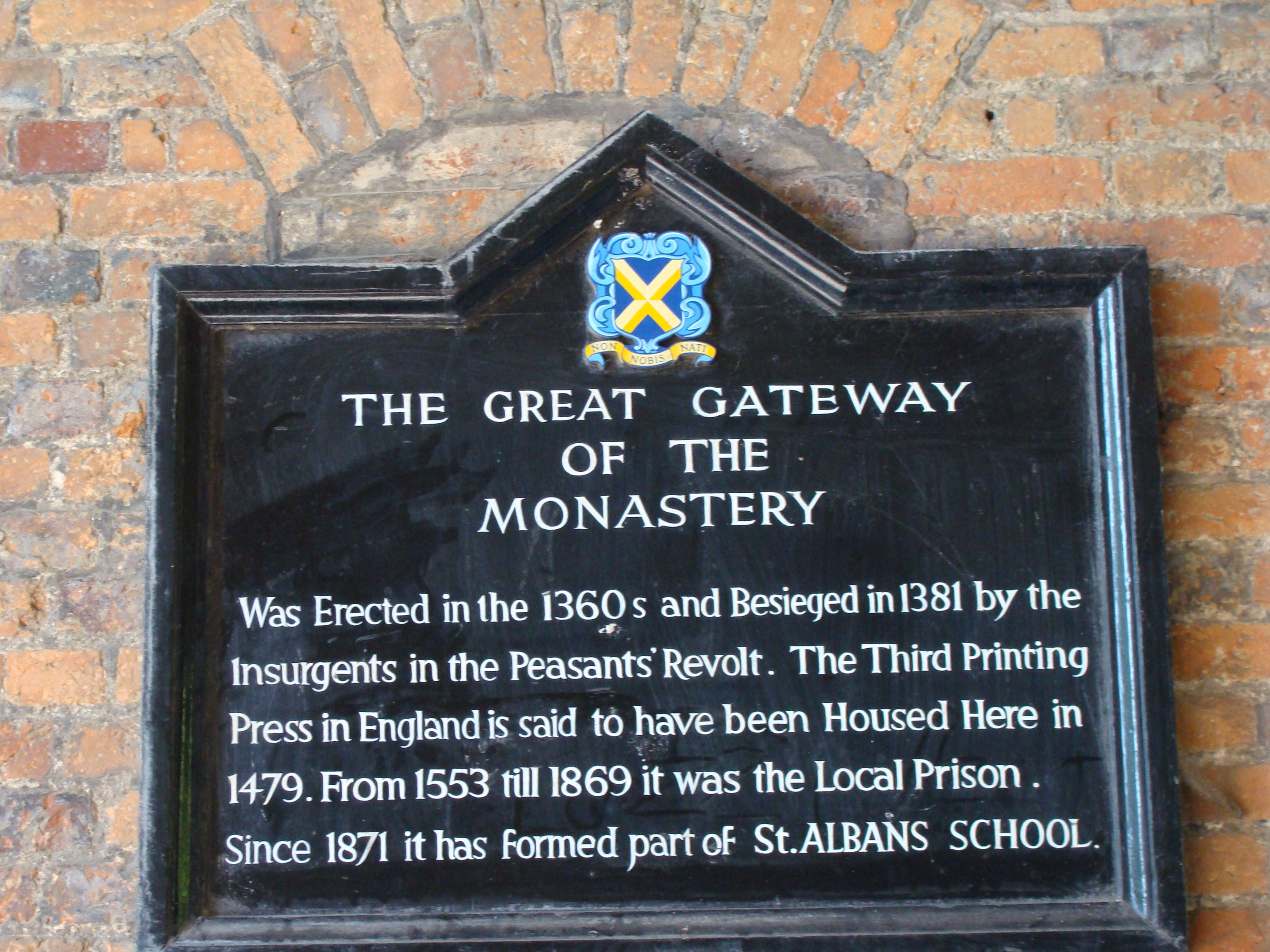
Przykład wykorzystania herbu na tablicy informacyjnej (główna brama opcatwa).

Herb miasta St Albans - złoty saltire (ukośny krzyż) w błękitnym (lazurowym) polu. Identyczny herb używany jest przez dystrykt St Albans. Dewizą St Albans jest Non nobis nati.
Herb wielki St Albans podtrzymywany jest przez dwóch trzymaczy: opata (dexter) oraz drukarza (sinister). W klejnocie herbu znajduje się uzbrojony rycerz. Tarcza nakryta jest hełmem z miejską koroną.
Herb oraz flaga miasta są nawiązaniem do krzyża św. Albana. Używana jest przez miasto i dystrykt St Albans.

## Tynktury
Oficjalne barwy używane przez miasto i dystrykt to:
- Błękit: C=100%, M=75%, Y=0%, K=12%
- Złoto: C=0%, M=10%, Y=90%, K=0%

Barwy mogą być zastąpione przez:

### Pantone
- Błękit: 287
- Złoto: 109

### RGB
- Błękit: 0, 65, 144 (#003399)
- Złoto: 255, 222, 10 (#FFD700)